# 11 Andromedae
11 Andromedae (11 And), som är stjärnans Flamsteedbeteckning, är en ensam stjärna belägen i den nordvästra delen av stjärnbilden Andromeda. Den har en skenbar magnitud på ca 5,44 och är svagt synlig för blotta ögat där ljusföroreningar ej förekommer. Baserat på parallaxmätning inom Hipparcosuppdraget på ca 11,5 mas, beräknas den befinna sig på ett avstånd på ca 283 ljusår (ca 87 parsek) från solen. Stjärnan rör sig bort från solen med en heliocentrisk radiell hastighet av 10 km/s.

## Egenskaper
11 Andromedae är en orange till gul jättestjärna av spektralklass K0 III, vilket anger att den har förbrukat förrådet av väte i dess kärna och utvecklats bort från huvudserien. Den har en massa som är ca 2,6 gånger solens massa, en radie som är ca 12 gånger större än solens och utsänder ca 63 gånger mera energi än solen från dess fotosfär vid en effektiv temperatur på ca 4 900 K.